# کونتوگوشوو
کونتوگوشوو (به لاتین: Kuntugushevo) یک منطقهٔ مسکونی در روسیه است که در باشقیرستان واقع شده‌است.